# Kasteel Hluboká

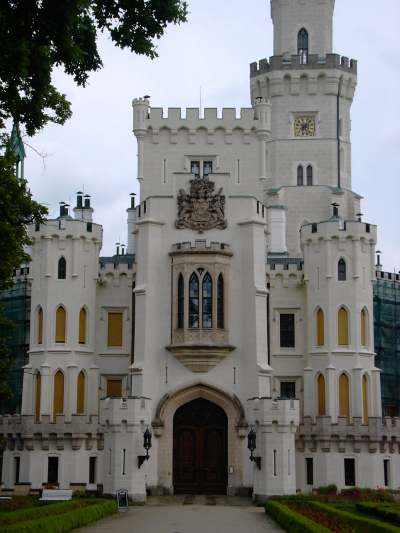
Gesloten toegangspoort

Kasteel Hluboká (Tsjechisch: Zámek Hluboká en Duits: Schloss Frauenberg) ligt ten noorden van České Budějovice in Hluboká nad Vltavou in Tsjechië. In de tweede helft van de 13e eeuw werd op deze plek een gotisch kasteel gebouwd. Tijdens zijn geschiedenis werd het kasteel verschillende keren herbouwd. Het werd eerst uitgebreid tijdens de Renaissance en vervolgens herbouwd tot een barok kasteel in opdracht van Adam Franz von Schwarzenberg in het begin van de 18e eeuw. Het kreeg zijn huidige uiterlijk in de 19e eeuw en wordt gerekend tot een van de mooiste kastelen van Tsjechië. Voor de bouw van het huidige kasteel stond Windsor Castle als model.
Het kasteel heeft onder andere een bibliotheek met Delfts porselein. Er zijn vele portretten en een collectie 17e-eeuwse Vlaamse tapijten van Boudewijn van Beveren. Het kasteel heeft binnenhoven en een voormalige manege waar de Aleš' Zuid-Boheemse galerie (Alšova jihočeská galerie) in gevestigd is met schilderijen van Vlaamse en Hollandse kunstschilders.
Het kasteel heeft een grote Engelse tuin.

## Geschiedenis
In de tweede helft van de 13e eeuw was er een vroeggotisch kasteel, in bezit van Ottokar II van Bohemen, dat eind 15e eeuw in handen kwam van Wilhelm von Pernstein.
In 1562 verkocht koning Ferdinand I het kasteel aan de heren van Hradec, die het kasteel tot een renaissancekasteel ombouwden. Circa honderd jaar later kocht Johann Adolf I. von Schwarzenberg het kasteel.
In de 19e eeuw besloot Johann Adolf II Hluboká in de romantische stijl te brengen, samen met architect Franz Beer. Ferdinand Deworetzky maakte het in 1871 af.
Tegenwoordig is het kasteel dagelijks te bezoeken met een rondleiding.